# Declan Edge
Declan Edge (Malakka, 18 september 1965) is een in Maleisië geboren Nieuw-Zeelands voormalig voetballer die momenteel jeugdtrainer bij Olé Football Acadamy. Edge is de vader van Harry Edge en een oom van Jesse Edge.